# Timocrate di Rodi
Timocrate di Rodi (in greco antico: Τιμοκράτης?, Timokràtes, in latino Timocrătes; Rodi, V secolo a.C. – dopo il 395 a.C.) è stato un diplomatico greco antico, al servizio dei Persiani.

## Biografia
Timocrate è ricordato principalmente per la missione che compì nel 396 o 395 a.C. per conto del satrapo Titrauste (secondo Senofonte) o dello stesso Artaserse (secondo Plutarco): Timocrate fu incaricato di andare in Grecia con cinquanta talenti e di distribuire questa somma tra i maggiori nemici di Sparta (Tebe, Argo, Corinto e Atene, che sembra non abbia accettato il denaro) affinché, in cambio, attaccassero Sparta sul continente per far fare in modo che il re di Sparta Agesilao interrompesse la vittoriosa sua campagna militare in Asia Minore.
La missione di Timocrate ebbe successo e, così, fece scoppiare la guerra di Corinto, conclusasi otto anni dopo colla pace di Antalcida.